# Columbella mercatoria
Columbella mercatoria là một loài ốc biển, là động vật thân mềm chân bụng sống ở biển trong họ Columbellidae.

## Hình ảnh

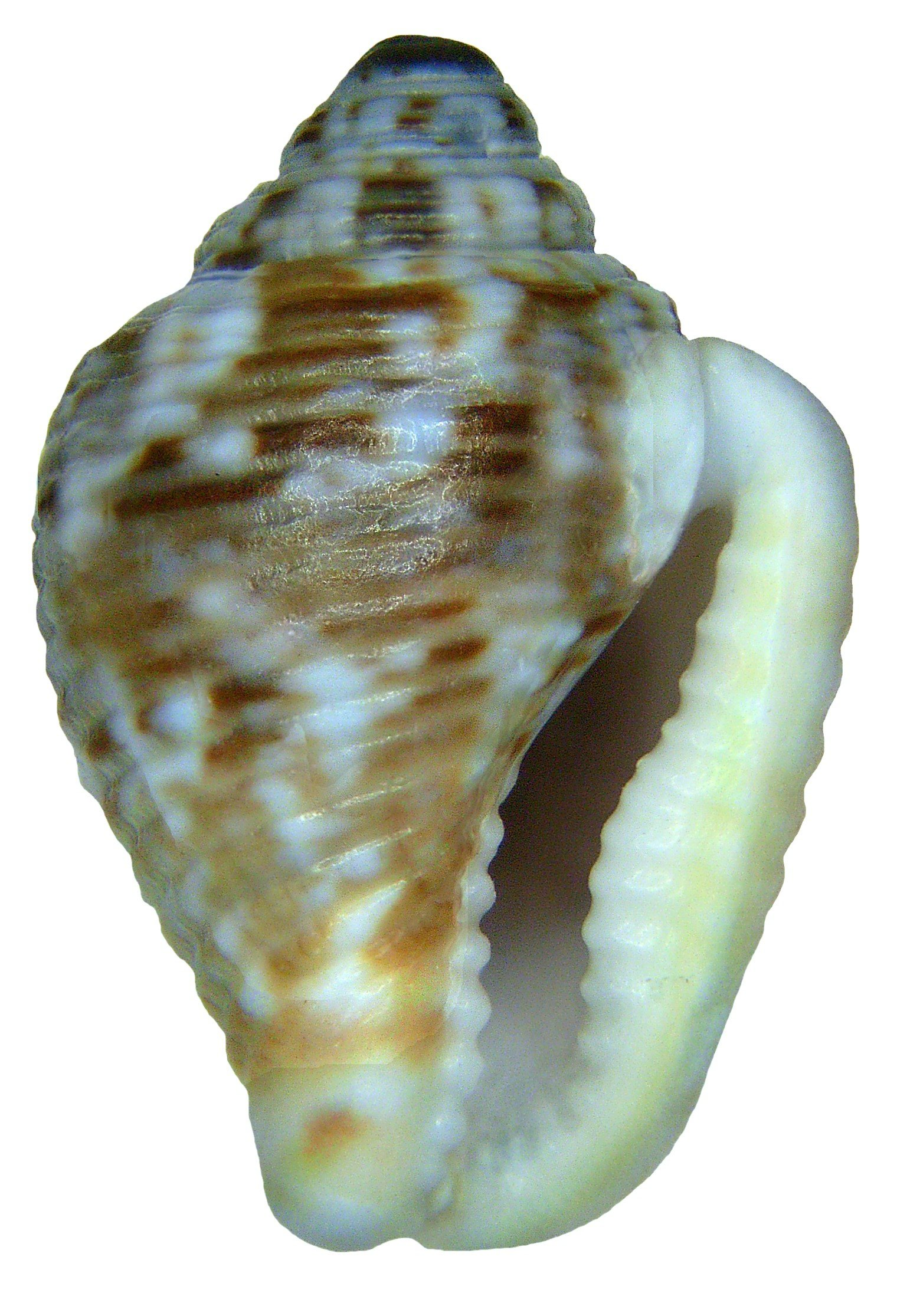
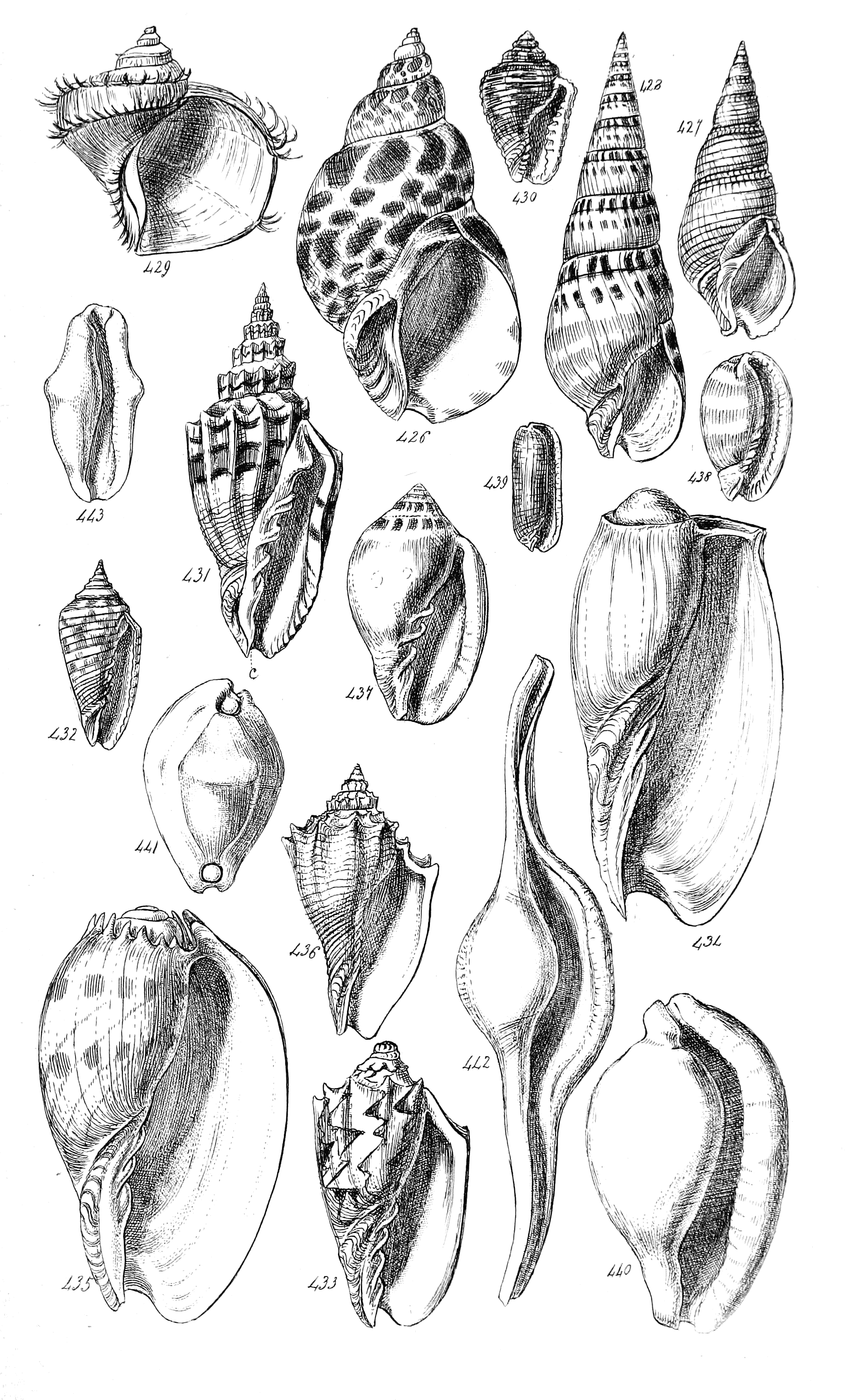